# 周布氏
周布氏（すふし）は、石見国の周布郷を本拠としていた武家。本姓は藤原北家の一族で、石見国の大族である関白藤原忠平の後裔・国兼を祖とする御神本氏（益田氏）といわれる。

## 歴史

### 創立
益田氏の5代・益田兼季の子で益田惣領家の6代・益田兼時の弟・兼定は、周布郷の地頭となって周布氏を称した。その弟3人もそれぞれ分立して、兼直は末元氏、兼忠は丸茂氏、兼政は多根氏を称した。
周布氏の歴代については異説があるが、貞応2年（1223年）3月の「石見国田数注文」に、すでに「すふ知行」として那賀郡来原を領していることが見え、それは兼定のことであろうと考えられている。
来原の地は「来原別府」と呼ばれ、兼定の弟・多根兼政の子弥四郎盛家が地頭職を得て、その子孫は南北朝時代から来原氏を称するようになった。兼定の周布郷・鳥居郷などの地頭職は、異母弟・兼政の子・時兼に譲られ、鳶巣城を本拠として以降、周布氏歴代に受け継がれた。

### 鎌倉時代
鎌倉時代の半ば頃から周布氏・三隅氏・福屋氏ら、比較的早く独立した庶流各家は、惣領家の本拠益田から離れた地を領有していたこともあり、次第に惣領家とは別の独立した領主的活動を行うようになり、益田氏を中心にした惣領制は綻びを見せはじめた。

### 室町時代（南北朝時代）
南北朝時代には周布氏・三隅氏・福屋氏は南朝方に付いて、北朝方に付いた益田氏と争った。

### 戦国時代から安土桃山時代
戦国時代に入ると、周布氏は地政学的に、周防山口の大大名大内氏に従うようになり、尼子氏に付いた益田氏と争った。周布氏は大内氏を通じて朝鮮と貿易を行った。大内氏滅亡後は毛利氏に居城の鳶巣城を攻められて、その傘下に入った。
周布元兼は天正5年（1577年）の播磨上月城攻めの際、吉川元春の軍に属して討ち死にしている。その子長次の時に関ヶ原の戦いが起こり、西軍の総大将となった毛利輝元は減封処分を受け、安芸広島から長門萩に移封され、長次もそれに従って萩に移った。
その子の元真のとき杉岡氏を称したが、孫・兼宣のときに再び周布氏に復した。以後、江戸時代を通して明治維新にいたるまで萩藩毛利氏家臣として存続した。

### 江戸時代
幕末に分家の一族から周布政之助が出た。政之助は藩主毛利慶親に仕え、萩藩の財政再建などの藩政改革に取り組んだ村田清風のあとを引き継いで、萩藩革新政権を主導した。しかし、禁門の変・四ヶ国連合艦隊の下関来襲・第一次長州征伐など、防長を存亡の危機に追い込んだ責任を痛憤して、元治元年（1864年）9月、自刃している。
江戸時代に周布氏の一族は、萩藩大組筆頭の本家（1530石）をはじめとして大組士に3家、他に萩藩陪臣として阿川毛利氏と周布氏本家の家臣に庶子家がある。

### 明治時代以降
華族令施行により、男爵に列した。

## 系譜
- 周布氏嫡流

益田兼季 - 兼定 = 兼政 - 時兼 - 義信 - 兼宗 - 兼長 = 兼氏 - 氏連 = 兼仲 - 兼宗 - 和兼 - 元兼 - 興兼 - 武兼 - 元兼 - 元盛 = 長次 - 元真 - 就里 - 兼宣